# Mary T. Meagher
Mary Terstegge "Mary T." Meagher Plant (Louisville, 27 de outubro de 1964) é uma ex-nadadora dos Estados Unidos, ganhadora de três medalhas de ouro em Jogos Olímpicos.
Era cotada para ganhar medalhas nos Jogos Olímpicos de Moscou em 1980, mas devido ao boicote americano aos jogos, Meagher só as obteve quatro anos depois, em Los Angeles 1984.
Em piscina olímpica, Mary T. Meagher foi recordista mundial dos 100 metros borboleta entre 1980 e 1999, e dos 200 metros borboleta entre 1979 e 2000. Seus recordes na natação estão entre os mais duradouros da história.